# Гайоз Нігалідзе
Гайоз Нігалідзе (груз. გაიოზ ნიგალიძე; нар. 24 квітня 1989) - грузинський шахіст, міжнародний майстер, чемпіон Грузії 2013 і 2014 років. Мав титул гросмейстера від 2014 до 2015 року. 

## Інцидент на Dubai Open 2015
Привернув до себе увагу через читерство на Dubai Open 2015. Його суперник у 6-му раунді Тигран Л. Петросян поскаржився на те, що Нігалідзе регулярно ходить у туалет під час гри, коли виникає критична позиція. Петросян і раніше підозрював Нігалідзе в подібній практиці, коли він виграв у Аль-Айн у грудні 2014 року. Він поскаржився головному арбітрові Махді Абдул Рахіму, що шахіст постійно відвідує одну й ту саму кабінку. Під час перевірки у кабінці знайдено приховані смартфон і навушники. 
Хоча Нігалідзе спочатку заперечував те, що пристрої належать йому, але смартфон був залогінений в один з його аккаунтів у соціальній мережі і програма відображала поточну позицію на шахівниці. Шахіста виключили з турніру. Правила ФІДЕ суворо забороняють використання електронних пристроїв, здатних підтримувати зв'язок або аналізувати позицію під час гри. Перше порушення карається забороною на участь у турнірах до 3 років і до 15 років за повторне порушення. Зрештою його відсторонили від змагань на 3 роки (до вересня 2018 року) і позбавили гросмейстерського титулу. Його попередні турніри також досліджено.

## Зміни рейтингу
| На цьому місці має відображатися графік чи діаграма, однак з технічних причин його відображення наразі вимкнено. Будь ласка, не видаляйте код, який викликає це повідомлення. Розробники вже працюють для того, щоби відновити штатне функціонування цього графіка або діаграми. | |
| | На цьому місці має відображатися графік чи діаграма, однак з технічних причин його відображення наразі вимкнено. Будь ласка, не видаляйте код, який викликає це повідомлення. Розробники вже працюють для того, щоби відновити штатне функціонування цього графіка або діаграми. |